# Metaltown Festival
Le Metaltown Festival est un festival de heavy metal qui se déroule sur deux jours, à Göteborg en Suède. Depuis 2004, il se tenait à Frihamnen. L'édition 2011 s'est déroulée les 17 et 18 juin 2011 à Göteborg Galopp près de l'Aéroport de Göteborg-Landvetter.

## Participants

### 2004

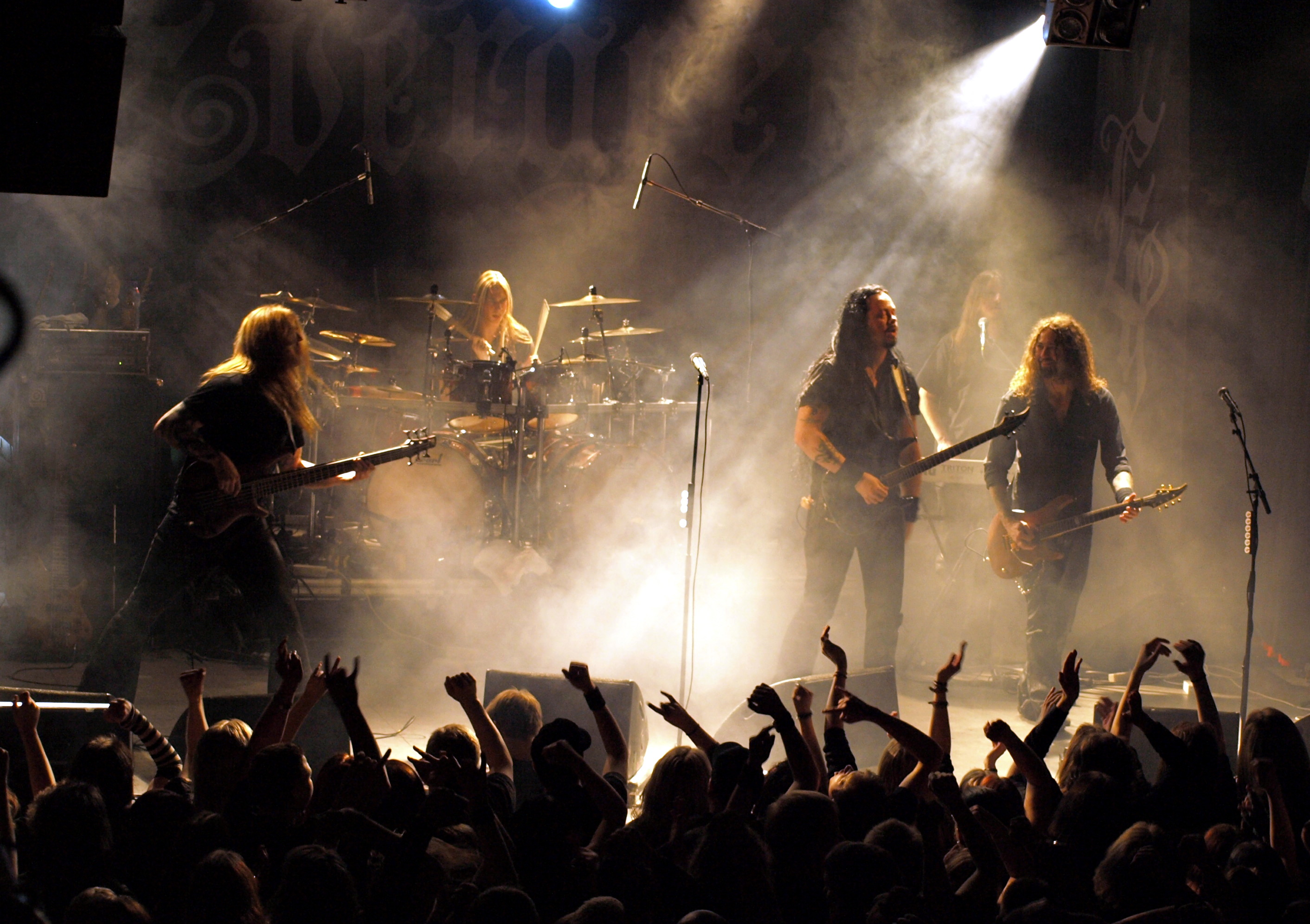
Evergrey

- Alice Cooper
- Brides of Destruction
- Debase
- Dimmu Borgir
- Edguy
- Evergrey
- In Flames
- Kee Marcello's K2
- Mustasch
- Notre Dame
- Totalt Jävla Mörker
- Turbonegro
- Within Y

### 2005

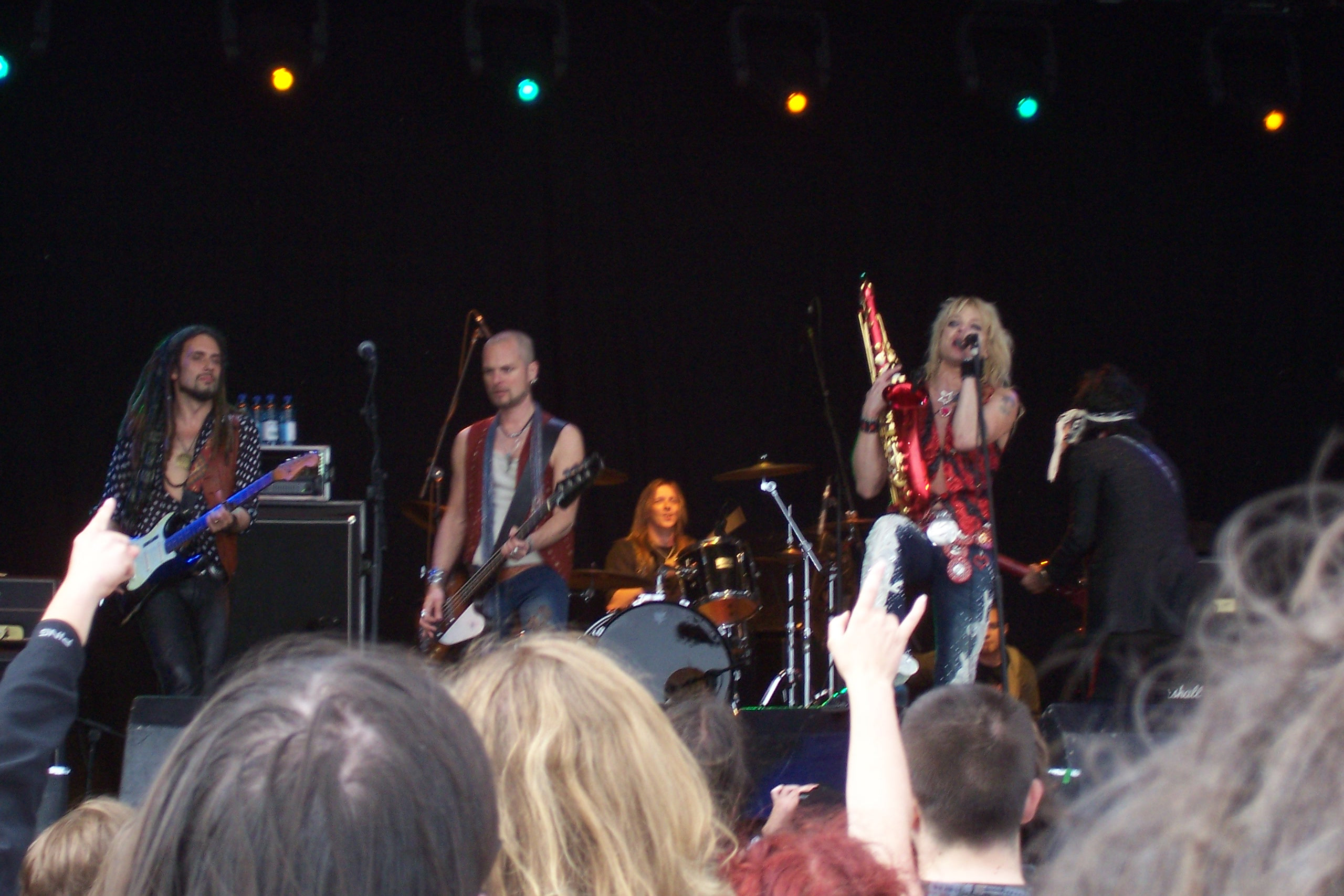
Hanoi Rocks

- All Ends
- Apocalyptica
- Beseech
- Dark Tranquillity
- Enter the Hunt
- HammerFall
- Hanoi Rocks
- Hell N' Diesel
- Kakaphonia
- Nine
- Rammstein
- Sentenced
- Tiamat

### 2006

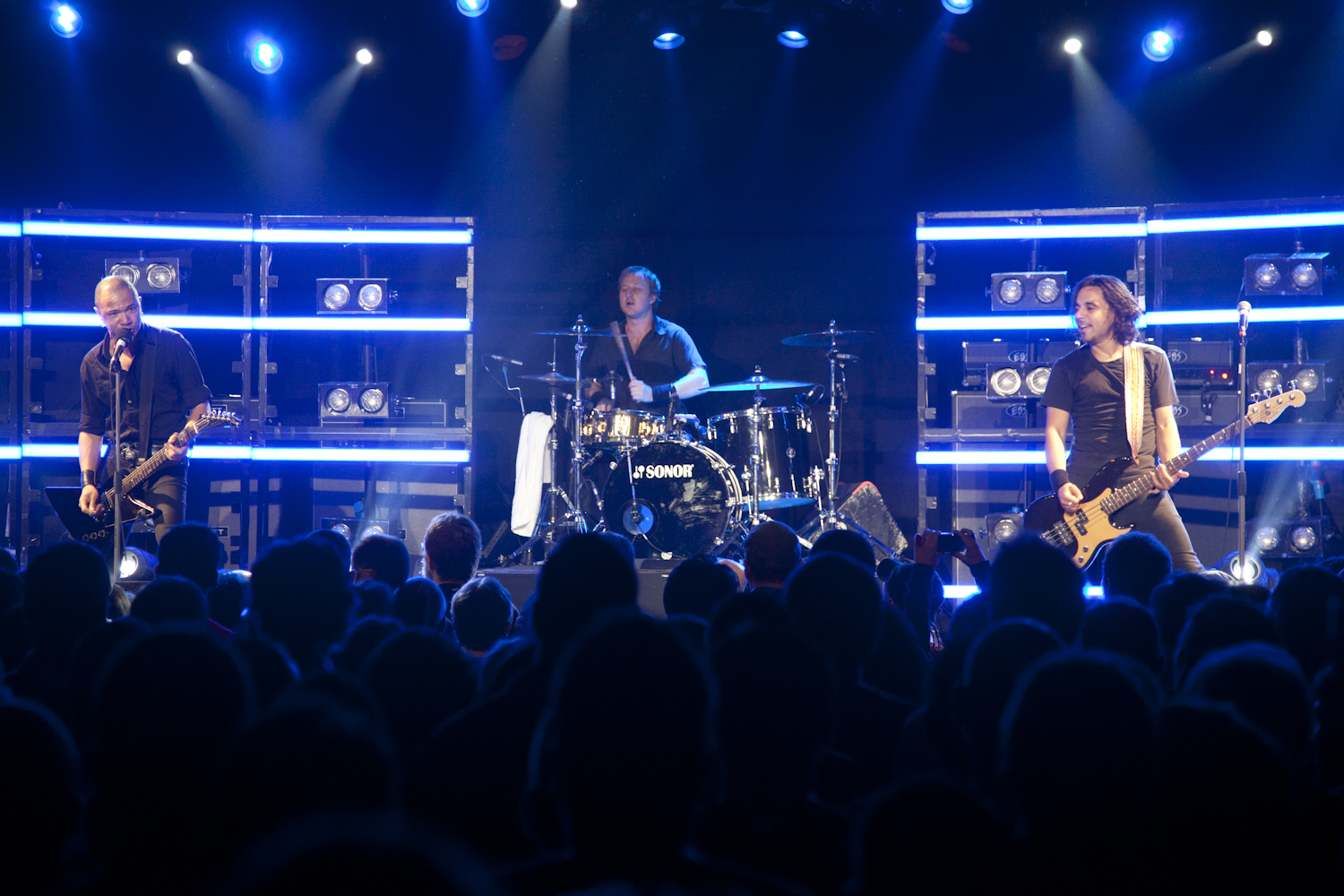
Danko Jones

- Cradle of Filth
- Danko Jones
- Electric Earth
- Engel
- Enter the Hunt
- Entombed
- Evergrey
- Fingerspitzengefühl
- The Haunted
- Khoma
- Manimal
- Motörhead
- Opeth
- Satyricon
- Soilwork
- Sparzanza
- Tool

### 2007

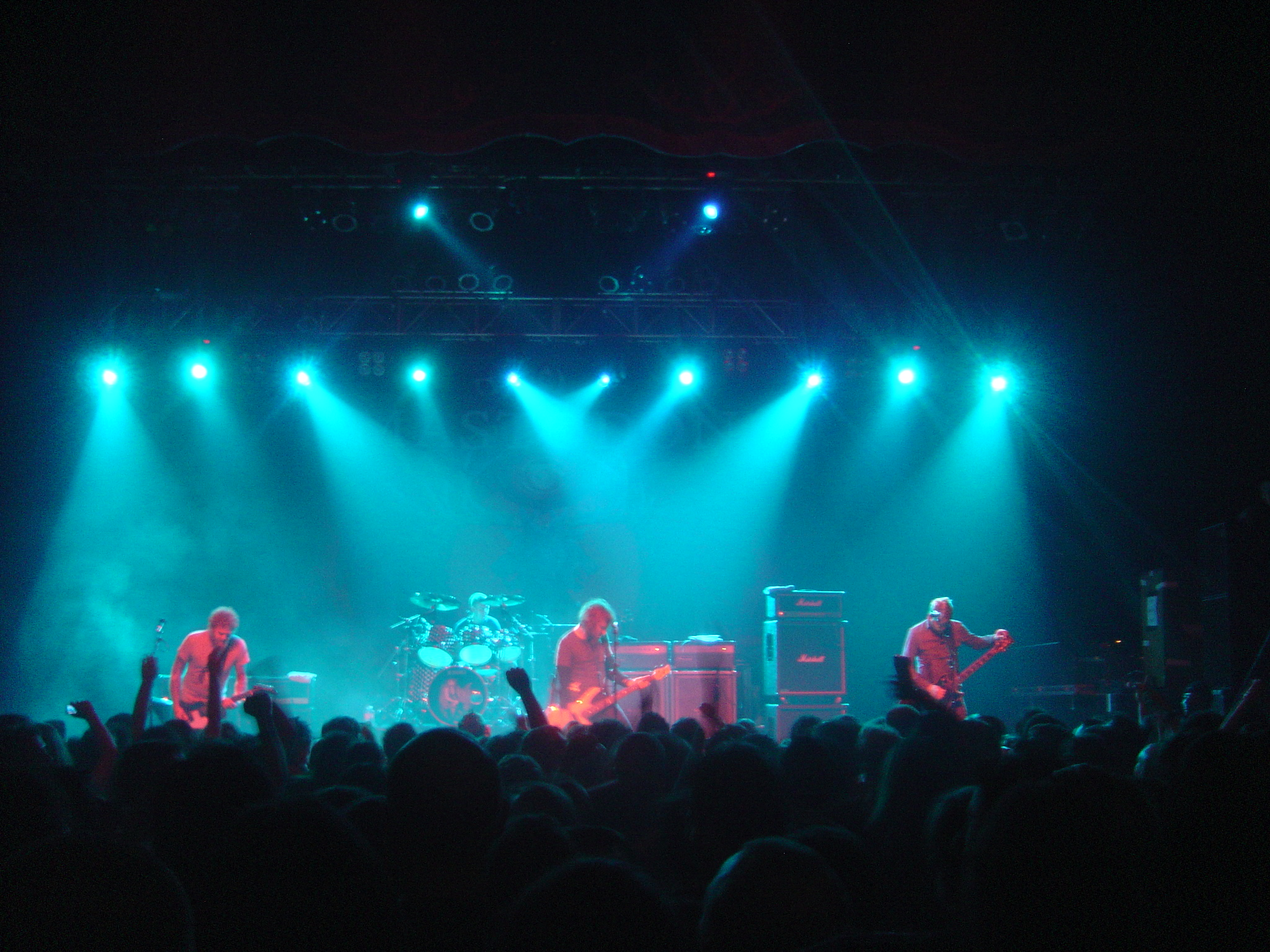
Mastodon

- Candlemass
- Cult of Luna
- Entombed
- Hardcore Superstar
- Ill Niño
- Machine Head
- Marduk
- Mastodon
- Meshuggah
- Nine
- Raised Fist
- Sonic Syndicate
- Slayer
- Sturm und Drang

### 2008

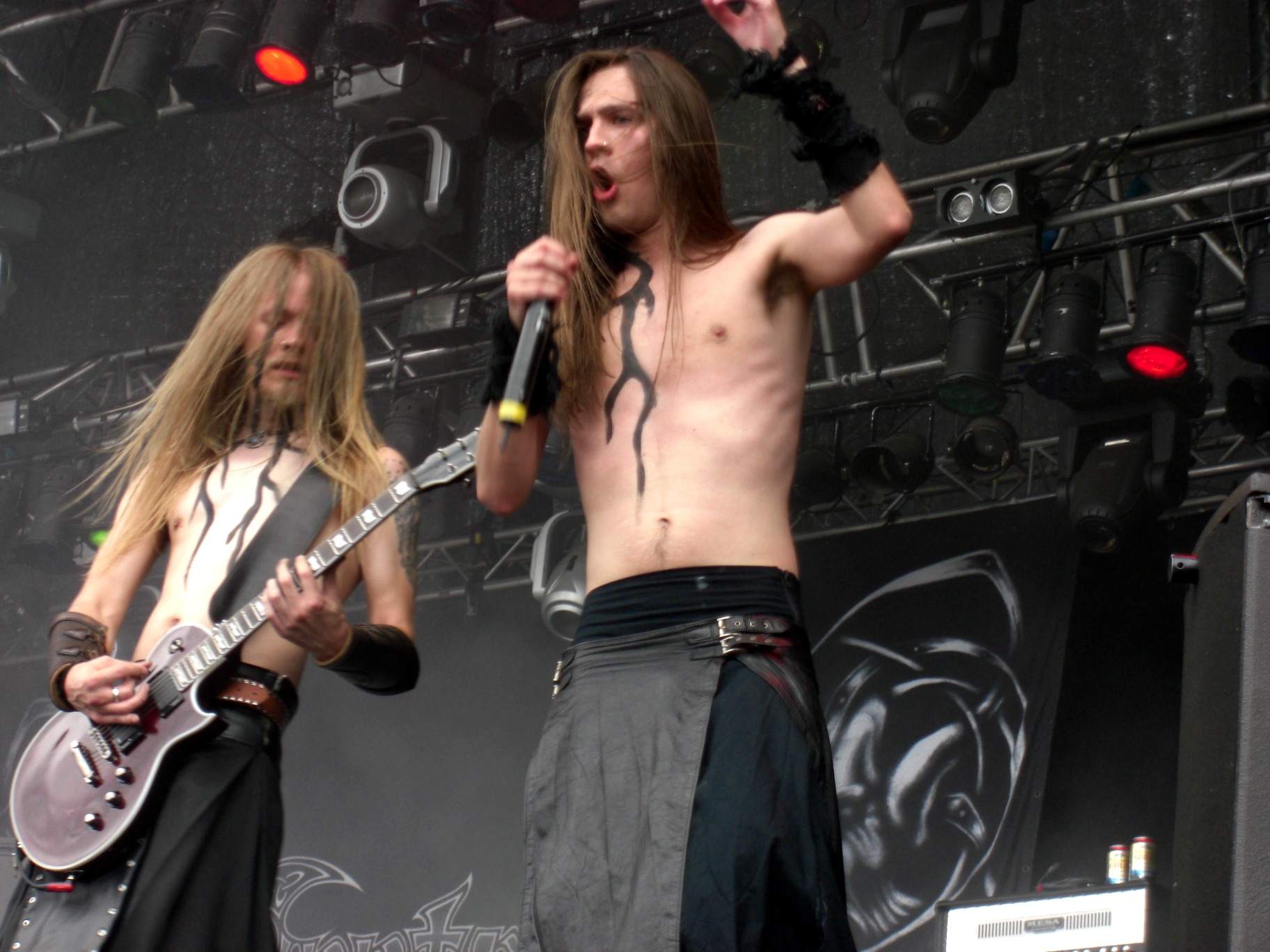
Finntroll

- Amon Amarth
- Avatar
- The Brother Grim Side Show
- Bullet for My Valentine
- Cavalera Conspiracy
- Cimmerian Dome
- Clutch
- Converge
- Chris Cornell (Annulé)
- Danko Jones
- Dark Tranquillity
- Dead by April (Annulé)
- Dimmu Borgir
- Dr. Livingdead
- Finntroll
- Graveyard
- Hardcore Superstar
- In Flames
- Job for a Cowboy (Annulé)
- Keld
- Killswitch Engage
- Lillasyster
- Die Mannequin
- Marionette
- Monster Magnet
- Nifelheim
- Nightwish
- Opeth (Annulé)
- Path of No Return
- Sabaton
- Satyricon
- Sic
- Soilwork
- Sonic Syndicate
- Tiamat
- Torture Division
- Witchcraft

### 2009

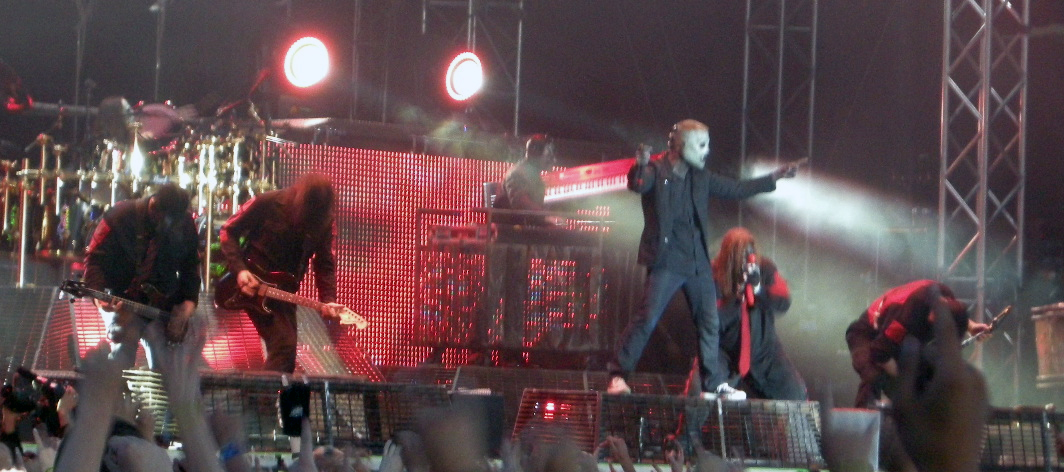
Slipknot

- All Hell
- All That Remains
- August Burns Red
- Bring Me the Horizon
- Bullet
- Children of Bodom
- Cult of Luna
- Dead by April
- Dir En Grey
- Disturbed
- DragonForce
- Evergrey
- Girugamesh
- Hatesphere
- The Haunted
- Hellzapoppin'
- Illfigure
- Marilyn Manson
- Meshuggah
- Mucc
- Municipal Waste
- Mustasch
- My Dying Bride
- Napalm Death
- Opeth
- Pain
- Pilgrimz
- Slipknot
- Sterbhaus
- Trivium
- Volbeat

### 2010

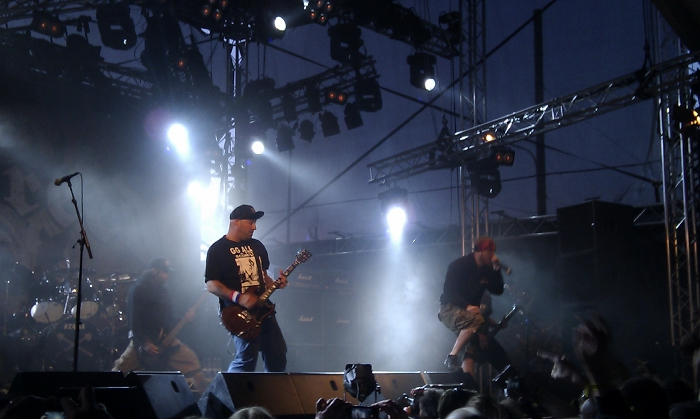
Hatebreed

- The 69 Eyes
- Adept
- Amon Amarth
- Between the Buried and Me
- Bleeding Through
- Brian "Head" Welch
- Bullet for My Valentine
- Coheed and Cambria
- Cynic
- Dark Tranquillity
- Dream Evil
- Finntroll
- From This Moment
- John Garcia
- Hatebreed
- Hellyeah
- In Flames
- Katatonia
- Kreator
- Nile
- Rammstein
- Raunchy
- Raubtier
- Sabaton
- Skindred
- Sodom
- Sonic Syndicate
- Soulfly
- Walking with Strangers

### 2011

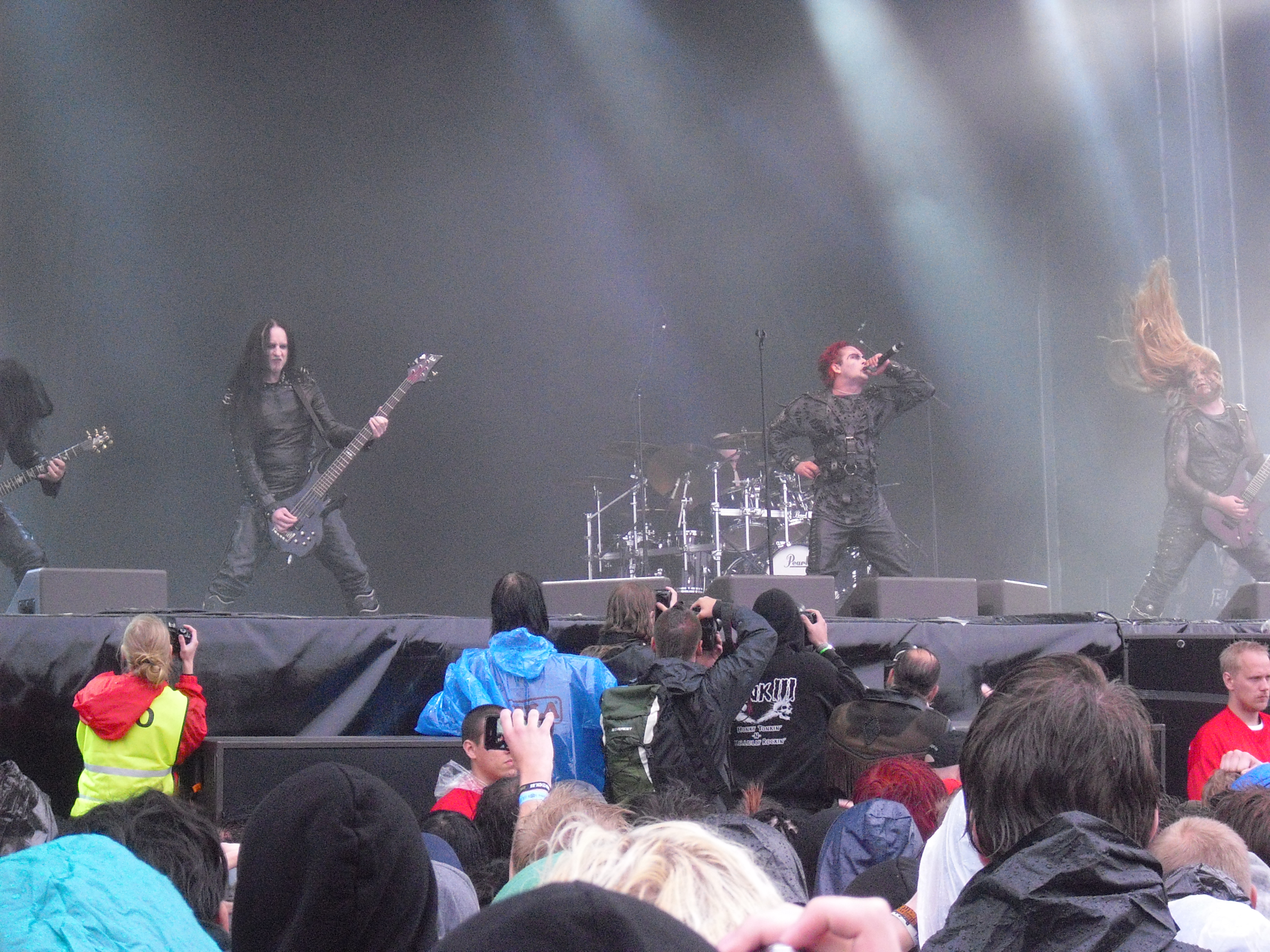
Cradle of Filth

- All That Remains
- Anvil
- Arch Enemy
- At the Gates
- Avenged Sevenfold
- The Black Dahlia Murder
- Bring Me the Horizon
- Bullet
- Cavalera Conspiracy
- Cradle of Filth
- Corroded
- Deicide
- Midnight & The Mercy Cult
- Escape the Fate
- F.K.Ü
- Ghost
- Graveyard
- Human Desolation
- Khoma
- Korn
- Last View
- Madball
- Parkway Drive
- Raubtier
- Soilwork
- Stillwell
- System of a Down
- Volbeat
- Watain
- Yersinia

### 2012

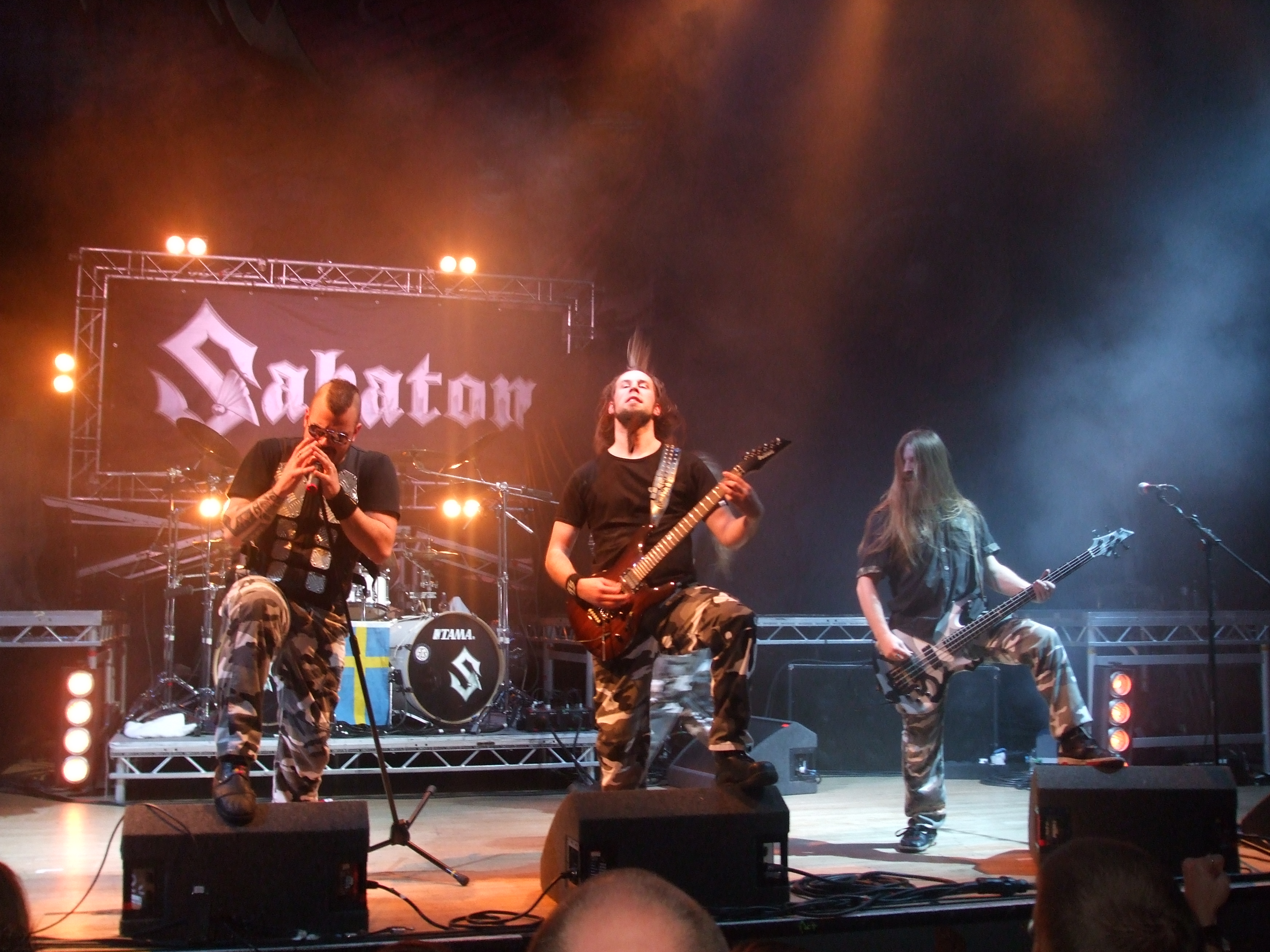
Sabaton

- Adept
- Alenah
- Anthrax
- Aura Noir
- Avatar
- Candlemass
- Darkest Hour
- Dark Tranquility
- Death Destruction
- Descend
- Dethrone
- DevilDriver
- Engel
- Gojira
- HammerFall
- Hypocrisy
- Imminence
- In Flames
- Killswitch Engage
- Kobra and the Lotus
- Kyuss
- Lamb of God
- Machine Head
- Marilyn Manson
- Mastodon
- Mayhem
- Nasum
- Opeth
- -OZ-
- Pain
- Pain of Salvation
- Primordial
- Jason Rouse
- Sabaton
- Sectu
- Seventribe
- Shining
- Skeletonwitch
- Skitarg
- Slayer
- Soulfly
- Start a Fire
- Trivium
- Unleashed
- Unpure
- Vader
- Vildhjarta
- Voiceless Location
- Who Torched Cinderella
- Within Temptation
- Year of the Goat

### 2013

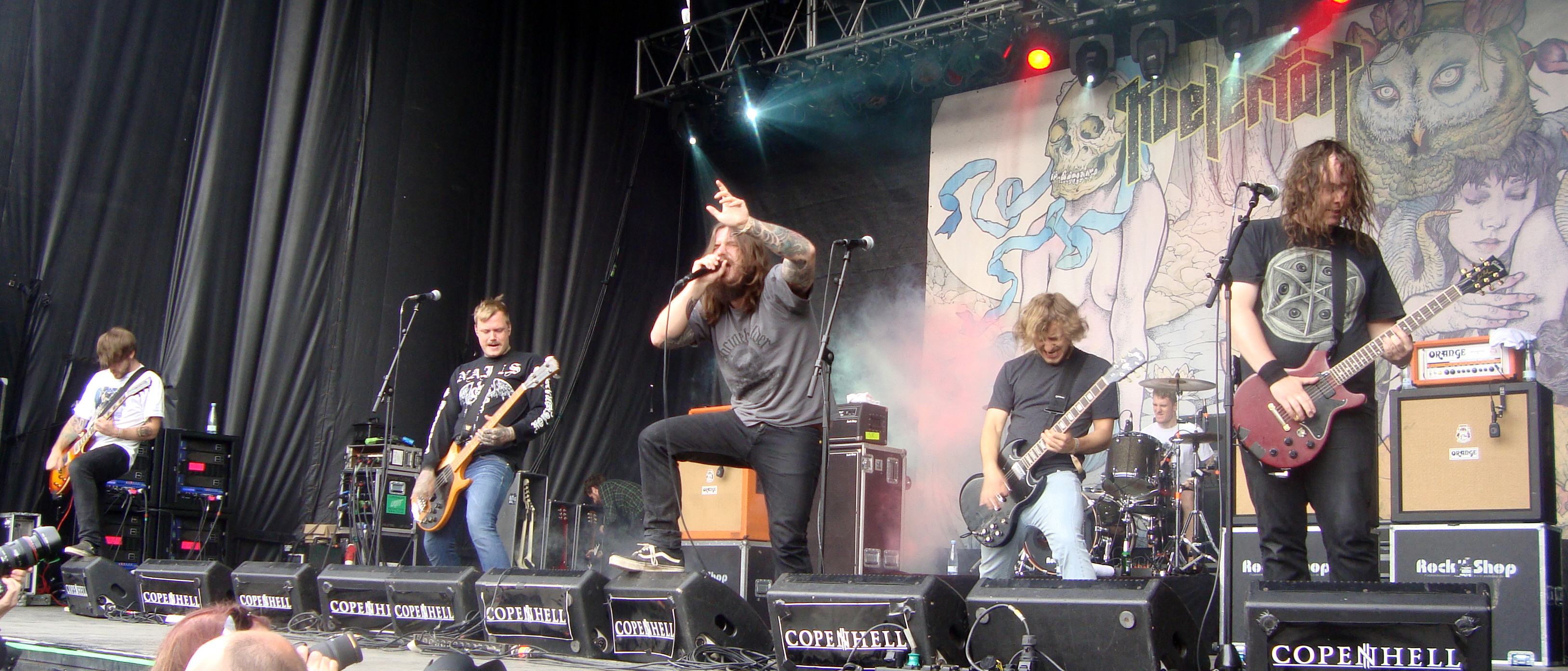
Kvelertak

- All That Remains
- Amaranthe
- Asking Alexandria
- Between the Buried and Me
- Bombus
- Carcass
- Clutch
- Constrain
- Crunge
- Cult of Luna
- Danko Jones
- Danzig
- Degial
- The Devil Wears Prada
- Dillinger Escape Plan
- Eldkraft
- Eldrimner
- Entombed
- Ghost
- The Ghost Inside
- Graveyard
- Hardcore Superstar
- Imber
- Katatonia
- KoЯn
- Kristet Utseende (en)
- Kvelertak
- Love and Death
- Marduk
- Meshuggah
- Minora
- Motörhead
- Naglfar
- Napalm Death
- Nox Vorago
- Pentagram
- Port Noir
- The Resistance
- Sabaton
- Sister Sin
- Slipknot
- Soilwork
- The Sword
- Terra Tenebrosa
- Thundermother
- Thyrfing
- Tribulation
- Turbonegro
- Undercroft
- Witchcraft